# Hedwig Bienkowski-Andersson
Hedwig Bienkowski-Andersson, geborene Hedwig Andersson (* 8. März 1904 in Ljungbyhed bei Klippan, Südschweden; † 30. Dezember 1984 in Hochstetten bei Kirn) war eine deutsche Essayistin und Schriftstellerin.

## Leben

### Herkunft, Jugend und Bildung
Der Schwede Ernest Andersson heiratete im Jahr 1902 die Ermländerin Hedwig Herrmann aus Gründorf, Kreis Rößel. Im Jahr 1905 verpachteten sie das Familiengut in Ljungbyhed  und siedelten im Herbst  nach Allenstein in die Hohensteiner Straße um. 
Hedwig Andersson besuchte die örtliche Luisenschule und begann nach dem Abitur im Allensteiner Oberlyzeum die Ausbildung im Lehrerseminar. Im Jahr 1922 heiratete sie den Baumeister Hugo Bienkowski. 

### Literarisches Wirken
Nach dem Ableben ihrer Mutter im Jahr 1927 schrieb sie ihre ersten Gedichte und veröffentlichte sie in ermländischen Zeitungen vor Ort sowie in der Berliner Zeitung Germania. Ihr Gedicht Kleine Schwalbe wurde in der Zeitschrift Sonnenland in Österreich gedruckt. Sie wohnten bis 1939 auf dem Grundstück der Eltern in Allenstein und dann zogen sie nach Münsterberg bei Paupelsee im Kreis Heilsberg um.
Anfang 1945 flüchteten sie vor der anrollenden Roten Armee über Pommern nach Schweden. Im Jahr 1949 zogen sie von Schweden nach Hochstetten (Hunsrück) um, wo ihre Schwester Ingrid Wagner-Andersson bereits seit 1942 lebte. Ab dem Jahr 1955 verfasste sie Prosa, Aphorismen sowie Beiträge für den Naheland-Kalender. Sie war ein Mitglied der Are-Gilde, Mitglied beim Deutschen Schriftstellerverband und gehörte zum Wirkungskreis der Lyrikzeitschrift Das Boot.

## Schriften
- Unvergessenes Jugendland. In: Ruth Maria Wagner (Hrsg.): Im Garten unsrer Jugend. Erinnerungen an eine Stadt – Allenstein in Ostpreußen. Matari Verlag, Hamburg 1966.
- Geliebtes Leben. Gedichte. Martin Verlag Berger, Buxheim 1969. (mit vier Aquarellen von der Schwester Ingrid Wagner-Andersson).
- Vertrauen sieht überall Licht. Aphorismen. Kammweg Verlag, Troisdorf 1973.
- mit Georg Hermanowski (Nachwort): Das Gesamtwerk. Gedichte, Prosa, Jugend- und Heimaterinnerungen der ostpreußischen Autorin. Kammweg Verlag, Troisdorf 1978.
- Bildgedichte. Edition Griphius, Reutlingen 1979.
- In Anthologie: Silke Steinberg (Hrsg.): Ostpreußische Schriftsteller. Erzählungen und Gedichte. Rautenberg, Würzburg 2004, ISBN 978-3-8003-3087-4.

## Auszeichnungen (Auswahl)
- 1975: Internationaler Literaturpreis in Monte Carlo
- 1979: Nicolaus-Copernicus-Preis der Stadt Gelsenkirchen
- 1979: Kreismedaille des Landkreises Bad Kreuznach
- Verdienstplakette des Nahekreises